# Provincia di Serua
Serua è una provincia delle isole Figi, nella Divisione Centrale, sull'isola di Viti Levu, la maggiore dell'arcipelago.
La provincia è costituita da due distretti: il distretto di Nuku ed il distretto di Serua, formato da 3 porzioni non contigue di territorio, separate da lembi del distretto di Nuku.
La provincia è amministrata da un Consiglio Provinciale, retto da Atunaisa Lacabuka.

## Distretti
- Distretto di Serua
- Distretto di Nuku